# Oberbronn-Zinswiller
Ancienne commune du Bas-Rhin, la commune d'Oberbronn-Zinswiller a existé de 1974 à 1992. Elle a été créée en 1974 par la fusion des communes d'Oberbronn et de Zinswiller. En 1992 elle a été supprimée et les deux communes constituantes ont été rétablies.